# IBM PC

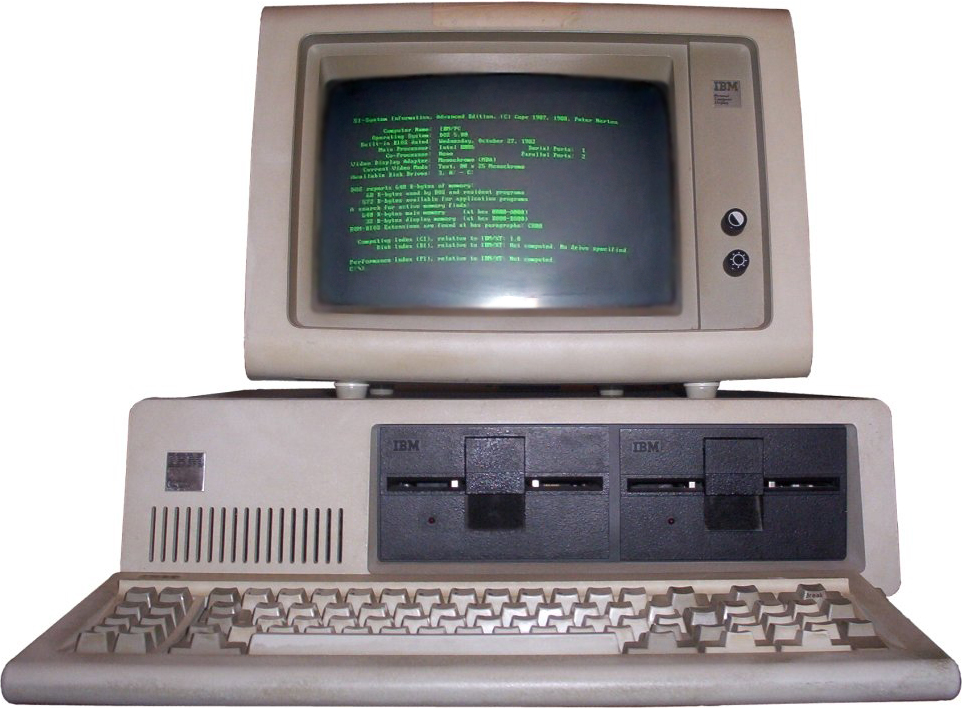
IBM PC 5150 з монохромним монітором 5151

IBM PC (Personal Computer) — платформа персональних комп'ютерів, започаткована у серпні 1981 року фірмою IBM моделлю IBM 5150, загально відомою виключно як IBM PC.
Назва IBM PC протягом двох років була однозначною і відрізняла цей виріб від всіх інших тогочасних персональних комп'ютерів таких як ZX-81 або продукції серії Apple II. Коли у 1983 вийшла нова модель IBM PC/XT, фірма IBM скористалася популярністю назви IBM PC давши їй назву IBM PC/розширений (XT маркетингове скорочення англійського слова extended).
Популярність цією платформи та сумісних з нею виробів — близько 90 % світових комп'ютерів — привела до того, що для більшості споживачів персональний комп'ютер, ПІСІ (англ. personal computer), ототожнюється з продукцією IBM PC.

## Будова комп'ютера і елементна база

### Системна плата і шина

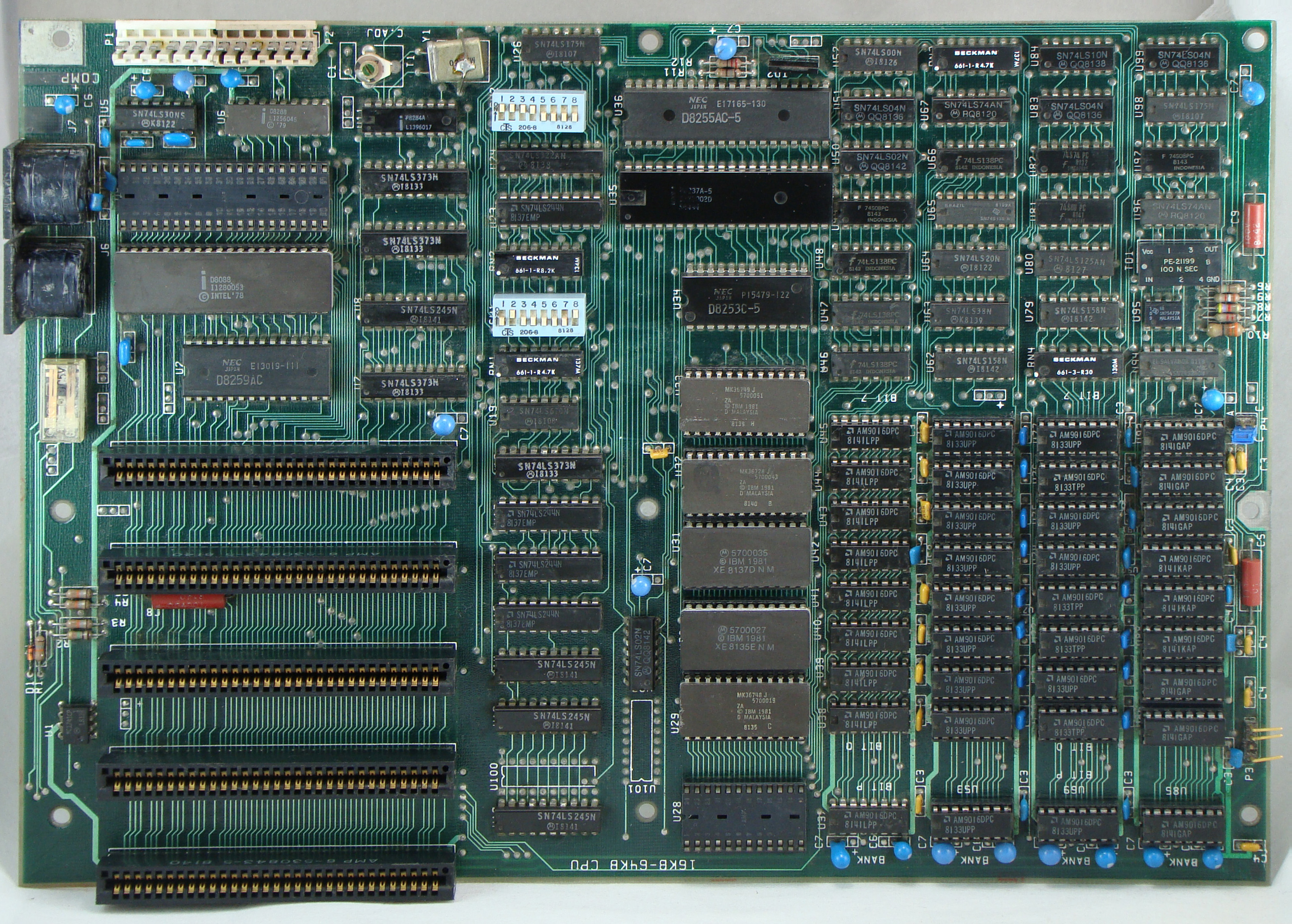
Системна плата оригінального IBM 5150 (IBM PC). Плата має п'ять слотів розширення (цей інтерфейс самою IBM надалі називався «PC/XT-bus», а іншими виробниками — «8-розрядна шина ISA»), і два роз'єми DIN для клавіатури і магнітофону.

На системній платі IBM PC розташовується центральний процесор Intel 8088, сокет для математичного співпроцесора Intel 8087, динамічна пам'ять, постійна пам'ять для BIOS, набір контролерів (DMA, IRQ, таймер, паралельний порт вводу-виводу) і мікросхем логіки, інтерфейси клавіатури, магнітофона (присутній лише у оригінальному IBM PC) і динаміка. Для під'єднання плат розширення присутні п'ять слотів системної шини ISA, з 8-розрядною шиною даних і 20-розрядною адреси.

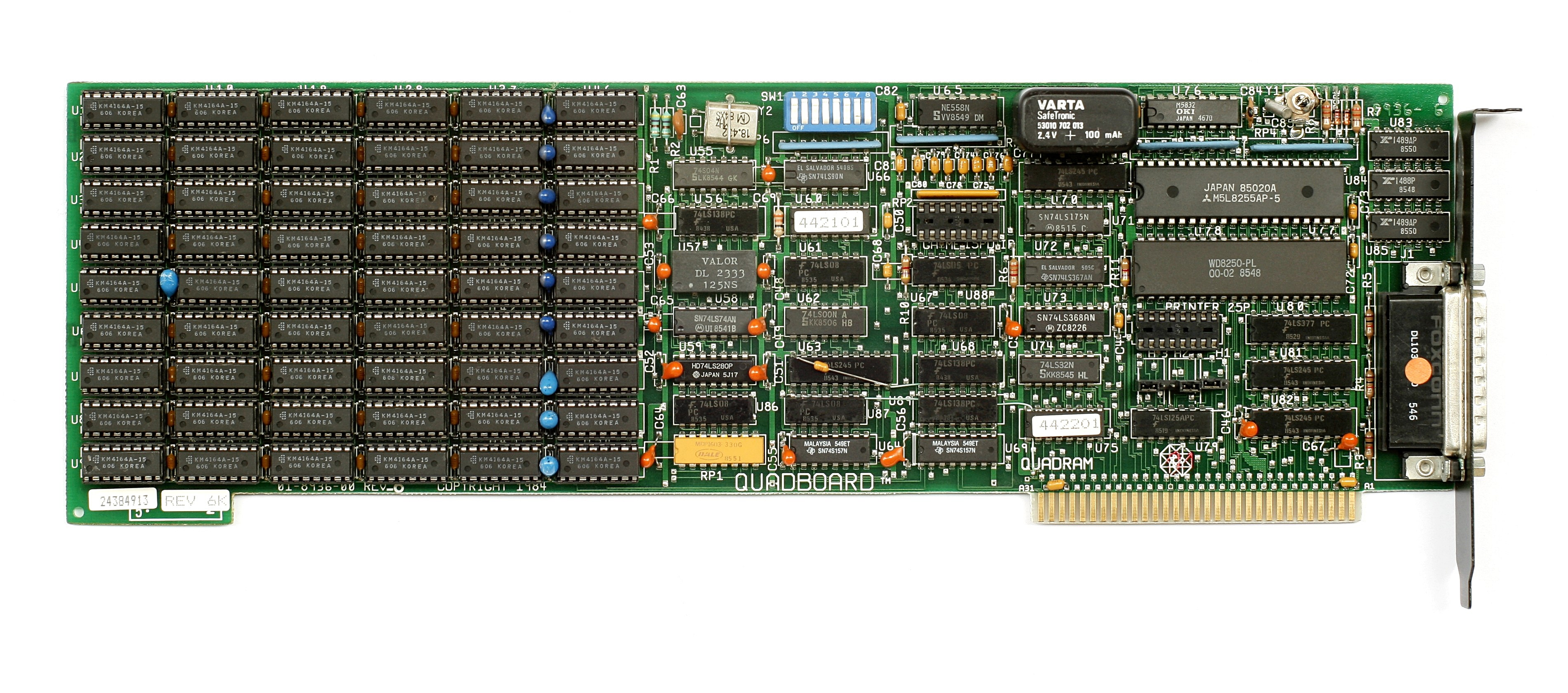
Плата розширення Quadram Quadboard.

У слоти шини встановлюється відеокарта і контролер дискового накопичувача (дисковода чи жорсткого диска), а також (опційно) контролери інших інтерфейсів, наприклад, послідовного чи паралельного. Кожна карта розширення жорстко закріплюється гвинтом на корпусі комп'ютера, її роз'єми виходять на задню панель (не використані отвори у корпусі закриваються металевими заглушками, задля зменшення проникнення пилу всередину). Розширення пам'яті також здійснюється встановленням карт у слот ISA. Для цієї шини, що дуже швидко стала промисловим стандартом, сторонніми фірмами було розроблено велику кількість різноманітних контролерів вводу-виводу (наприклад, Ethernet, зв'язку з мейнфреймами і керуючими ЕОМ, та інші). П'яти слотів розширення у багатьох випадках було недостатньо, тому такі компанії, як Quadram and AST і інші випускали карти розширення, що об'єднували кілька контролерів та/або пам'ять на одній платі (Quadram QuadBoard, AST SixPak).

## Модельний ряд
IBM PC/XT (1983—1986)
IBM PCjr (1983—1985)
IBM PC/AT (1984—1990)